# Frederik Christian Kaas (officer)
 Der er flere personer med dette navn, se Frederik Christian Kaas.
Frederik Christian Kaas (17. oktober 1825 – 10. juli 1876) var en dansk officer og kammerherre.
Han var søn af kammerjunker og kaptajn Frederik Kaas (1785-1831) og Rigborg Elina Schiøtt (1792-1871) og tilhørte adelsslægten med muren i våbnet.
Kaas blev 1836 landkadet, 1842 sekondløjtnant à la suite af infanteriet (anciennitet fra november 1841), 1843 ved 1. Jægerkorps, 1844 ved Garden til Fods, 1848 premierløjtnant, 1850 karakteriseret kaptajn og samme år forsat til 7. Linjebataljon, adjudant ved 3. Generalkommando og 1858 kaptajn af 1. klasse ved Garden til Fods. Kaas blev 1870 oberst, stillet til rådighed for 1. Generalkommando og var fra 1871 og indtil sin død chef for 13. Bataljon. Han var på flere rejser til Paris.
1849 blev han Ridder af Dannebrogordenen, 1858 kammerjunker, 1867 Dannebrogsmand, 1869 kammerherre og bar en lang række udenlandske ordener. Han var ugift.